# Karol Sidon

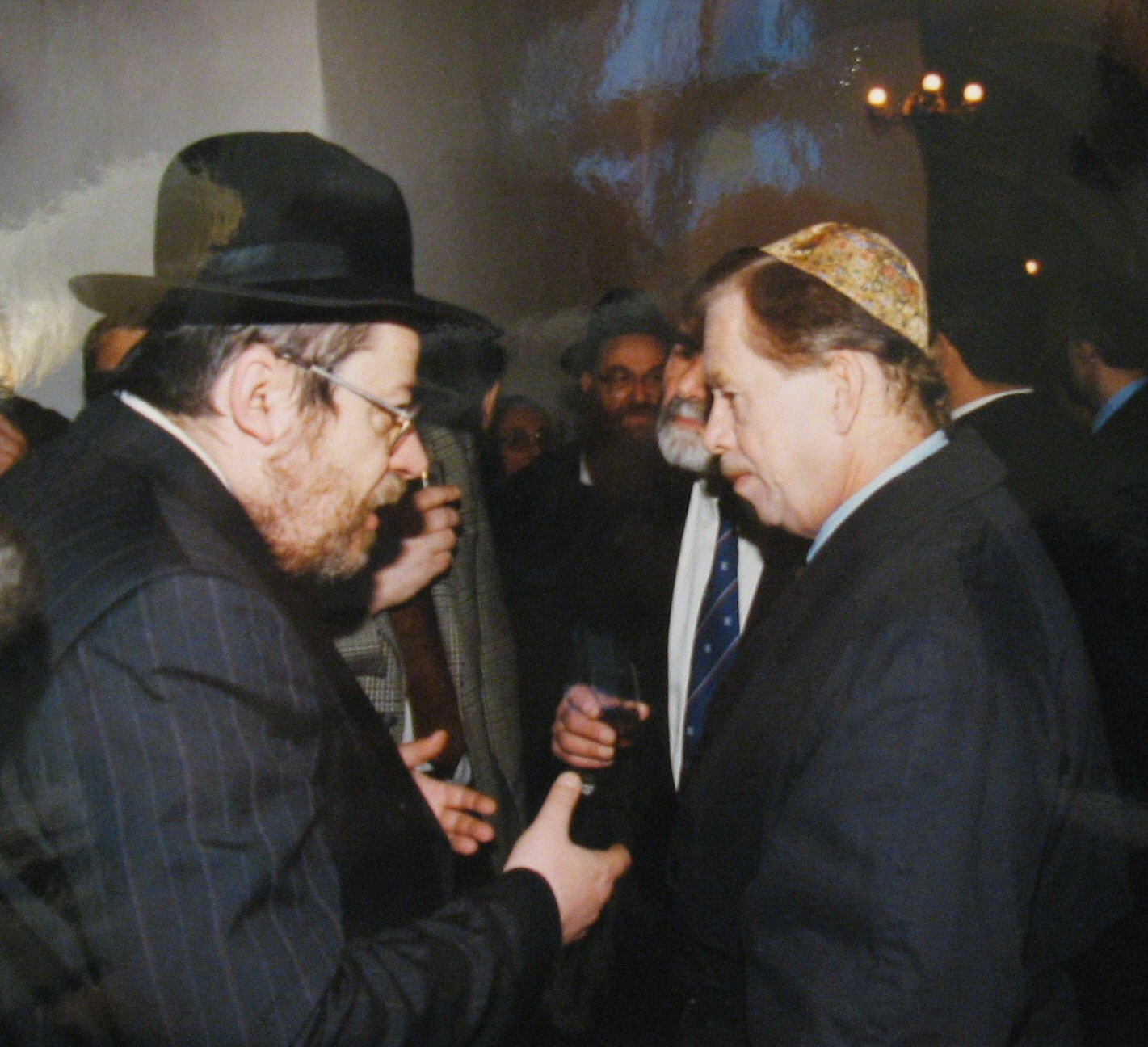
K. Sidon v přátelském rozhovoru s Václavem Havlem

Karol Sidon (hebrejským jménem Efrajim ben Šimon Alexander,[zdroj⁠?!] heb. אפרים בן אלכסנדר‎, * 9. srpna 1942 Praha) je vrchní zemský a bývalý vrchní pražský rabín, dramatik, spisovatel, scenárista, náboženský myslitel, bývalý chartista a disident židovského původu. Některé literární texty napsal pod pseudonymem Chaim Cigan.

## Život

### Mládí
Narodil se v Praze v době Protektorátu Čechy a Morava v tzv. smíšeném manželství. Jeho židovský otec Alexander Sidon pocházel z Trnavy, kde byl prvním rabínem po dlouhém vypovězení Židů z města od roku 1856 jeho prastrýc rabi Šimon Sidon, po kterém byl pojmenován. Vzdálenějším příbuzným byl rabi Josef Chaim Sonnenfeld. Alexander byl roku 1944 zatčen a vězněn gestapem v Pečkárně, na Pankráci a v terezínské Malé pevnosti, kde byl téhož roku umučen. Karol byl poté skrýván (patří mezi tzv. Hidden children) na venkově do konce okupace. Matka ho vychovávala sama až do roku 1948, kdy se znovu provdala za Žida Josefa Grose. Jeho nevlastní otec opakovaně utekl z terezínského ghetta, kladenských dolů, z Varšavy, z Treblinky a naposledy ze sovětského gulagu.

### Studium a tvorba
Po maturitě na JSŠ (1960) vystudoval dramaturgii a scenáristiku na FAMU. Poté krátce pracoval v Československém rozhlase, do roku 1968 byl dramaturgem Krátkého filmu ve studiu Jiřího Trnky. V letech 1968–1969 byl redaktorem Literárních listů a Listů. Roku 1968 obdržela jeho rozhlasová hra Dvojí zákon státní cenu k 50. výročí založení republiky.
Do roku 1970 publikoval autobiograficky laděné knihy, které se staly kultovní pro tehdejší mladou generaci, Sen o mém otci a Sen o mně a scenáristicky spolupracoval s režisérem Jurajem Jakubiskem. Od roku 1970 pracoval jako ineditní autor manuálně a jako prodavač tisku, po podpisu Charty 77 byl propuštěn a následně byl zaměstnán jako topič.
Roku 1978 obdržel exilovou cenu Jiřího Koláře za román Boží osten, který vyšel v samizdatové edici Petlice, kde vydal i svůj románový esej Evangelium podle Josefa Flavia a neuvedené divadelní hry.

### Emigrace a konverze
Osud obou otců přispěl k tomu, že se Karol, pojmenovaný po svém strýci z otcovy strany, cítil být Židem a v dospělosti (1978) přijal židovskou víru.
V roce 1983 byl nucen pod nátlakem StB (viz akce „Pavouk“) emigrovat do Německa, kde v Heidelbergu studoval judaistiku. S německým prostředím se nikdy nesžil a prakticky v Německu přestal publikovat.

### Polistopadové období
Rabínská studia dokončil v Izraeli. Studoval v institutu Harry Fischel (Mechon Ari'el) v Jeruzalémě, kde studovalo mnoho ortodoxních rabínů, kteří potom působili v diaspoře. Roku 1992 se stal po rezignovaném Danielu Mayerovi pražským a zemským rabínem. Jeho inaugurace v Praze se zúčastnil i zakladatel Mechon Ari'el, rabín Še'ar Jašuv Kohen, od kterého rabi Sidon obdržel smichu (rabínský titul).
Za svého učitele považuje Sidon rabi Uziho Kalchheima, blahé paměti, který se zabýval upevněním pout Izraele s židovstvím východní Evropy, především v České republice. Pražská midraša Tiferet Uzi byla založena a pojmenována na jeho památku a rodina Kalchheimova jí věnovala mnoho knih. Rabi Menachem Kalchheim, syn rabi Uziho Kalchheima, byl v roce 2004 jmenován zástupcem vrchního rabína České republiky a působil zde do roku 2006.

### Zásluhy o obnovu pražské židovské náboženské obce
Rabín se od revoluce snaží a zasazuje o obnovu náboženského, rituálního, kulturního i edukačního charakteru pražské židovské obce. Rabimu Sidonovi se podařilo v Praze obnovit židovskou ortodoxní komunitu. Vedoucím pražského rabinátu byl Viktor Feurlicht, vrchní kantor Staronové synagogy, který významně přispěl k tomu, že židovský náboženský život v Praze nezanikl a ve svobodných poměrech po listopadu 1989 se mohl opět rozvinout na tradičních základech. Kromě něho mu na rabinátě pomáhalo mnoho mladých rabínských rodin z Izraele (tzv. šlichim) v rámci výchovného a výukového programu obnovy náboženského života v České republice. Rabín aktivně vede modlitby ve Staronové a Vysoké synagoze. Ve své funkci se zasadil o založení Lauderových škol (po více než půl století byla otevřena v roce 1997 židovská základní škola, kterou pojmenoval Gur arje, a gymnázium Or chadaš), stavbu mikve, zřízení midraši Tiferet Uzi, bejt dinu či košer obchodu a certifikátu.

### Překlad Tóry
Roku 2012 vydalo nakladatelství Federace židovských obcí v České republice Sefer s. r. o. jeho překlad Tóry pod názvem Chamiša chumšej Tora – Pět knih Mojžíšových, čímž se zasloužil o intelektuální obnovu českého židovstva. Překlad je zajímavý hned z několika hledisek. Je to teprve druhý židovský překlad do češtiny, je dvojjazyčný (pravá strana hebrejsky, levá česky), vyvázán po pravé straně (jak je zvykem u hebrejských knih) a vlastní jména jsou zpravidla přepisována v souladu s hebrejskou výslovností. To může zejména u osobních jmen působit neznalým čtenářům potíže, na druhou stranu je to však velmi výhodné pro ty, kteří neumí hebrejsky, ale chtějí znát výslovnost daných jmen a pojmů (např. Abrahám je přeložen jako Avraham, Izák jako Jicchak, či Rebeka jako Rivka).
Pražský arcibiskup Dominik Duka překlad rabína Sidona přijal pozitivně a s povděkem.

- První stvořil Bůh ta nebesa a zemi.  Gn   1,  1 (Kral, ČEP)
- Rivka totiž zvedla oči, a jak spatřila Jicchaka, spadla z velblouda.  Gn   24,  64 (Kral, ČEP)
- Moše a Aharon učinili, jak jim Hospodin přikázal, a on zvedl hůl a před očima faraona a jeho služebníků ranil vodu v Řece a voda v Řece se proměnila v krev.  Ex   7,  20 (Kral, ČEP)

ukázky ze Sidonova překladu Tóry

### Osobní život
V roce 2016 se počtvrté oženil, vzal si Ojuncacral Tuju (nar. 1986). Má dvě dcery, spisovatelku a překladatelku Kateřinu Sidonovou (nar. 1964) a herečku v Divadle Na zábradlí Magdalénu Sidonovou (nar. 1970) a dva syny, Eliáše Sidona (nar. 1978) a herce Daniela Sidona (nar. 1986).

## Literární dílo
Do literatury vstupuje zralými autobiografickými prózami Sen o mém otci a Sen o mně, v nichž zachycuje tápání na cestě od dětství k dospělosti. Neúprosně otevřená zpověď je mučivou kafkovskou sebeanalýzou, existenciálním hledáním identity, zápasem anděla s ďáblem, dobra se zlem v sobě, vytrvalým tázáním, kdo jsem v konfrontaci s druhými. Nemilosrdné zkoumání vlastní i cizí duše přináší poznání o malosti, živočišnosti a trapnosti člověka. Odhalování bližních vede k pocitu provinění, že je nesoudí správně, že jim ubližuje. Sklon k sebetrýznivému zkoumání, příznačný pro většinu našich i světových židovských autorů, je charakteristický pro Sidonovu tvorbu. Hledání sebe v druhých je dokonce i v osobité interpretaci Ježíše v eseji Evangelium podle Josefa Flavia; do fiktivního obrazu Ježíše promítá obecně lidské vlastnostní problémy. Zde uvedl doslova:
O Panně Marii:
(strana 107) „…židé tvrdili, že jeho (Ježíšova) matka dítě počala v nemanželském styku.“ Potom cituje z talmudu „…a kurví se s nějakým Tesařem.“
(strana 109) „Marie byla zřejmě chudými rodiči provdána za vojáka Pandiru. (…) Marie svého manžela nemilovala (…) a zamilovala se za to do Josefa, tesaře.
Voják, když se vrátil z nějakého tažení, nalezl ji těhotnou (…) a protože ho Marie již asi omrzela, vyhnal ji a od té doby žila mladá žena s Josefem, který si ji vzal.
Jako první se jim narodil nemanželský chlapec, kterému dala jméno Ježíš, znamenající osvoboditel. vždyť skutečně byl osvoboditel m své matky z nešťastného svazku s prvním manželem.“
O Ježíšovi
(strana 110) „(Ježíš) byl dítě cizoložství…
… nesl v sobě jednak pýchu i hanbu. Na povrch se choval jako nafoukaný a pyšný kluk (…) a zapomenutým kamenem byl jeho komplex méněcennosti (…) měl sklony k šílenství.“
Ve volné románové trilogii Boží osten nejsou jednotlivé díly propojeny syžetem, ani postavami, společná je však podstata problémů a otázek, na něž hledá odpověď. I zde stejně jako v příznaně autobiografických prózách píše Sidon o sobě, vnitřním sváru člověka a jeho rozpolcené duši. Hamletovsky rozdvojení hrdinové trpí pocitem existenciální nejistoty, v rozmanitých dějových proměnách a modelových mezních situacích stále hledají své místo v narušených vztazích odcizeného světa. Milenecký nebo manželský trojúhelník je podstatným tématem celé trilogie. Protagonisté jsou traumatizováni pudovosti, živočišností erotiky, láskou a žárlivostí. Ničí se tím, že se vciťují do života druhých (vše chápat znamená i odpouštět), ale to narušuje jejich identitu, zvyšuje nerozhodnost, vede k převaze přemýšlení nad jednáním, k pasivitě a schizofrennímu rozpadu osobnosti.  
Novela Brány mrazu je rovněž meditací nad smyslem života, hledáním východiska z prázdnoty tohoto světa na prahu smrti, ale milost a vykoupení zůstávají nejisté. Ještě více než dříve se tu zabývá židovskou problematikou, pocitem viny. Realita, podvědomí a snění se v Sidonově tvorbě mísí a prolínají a to vytváří zvláštní vnitřní napětí jeho svébytného stylu.  
Ani v dramatické tvorbě neopouští traumatizující vidění světa. Jeho rozhlasové hry byly v době normalizace zakázány a některé dokonce smazány, a z divadelních her byla před rokem 1990 uvedena krátkodobě jen hra Latríny (prem. 1972) a vzápětí zakázána. Veršovaný Labyrint (podtitul: cirkus podle Komenského), kde je v kulisách třicetileté války předveden až panoptikální mumraj světa lhostejný k lidskému utrpení, stejně jako Shapira (prem. 1990), hra o obtížném hledání pravdy, o člověku, o nepochopení a samotě, byly uvedeny po revoluci. Podobný osud postihl i rozhlasovou hru Třináct oken.  
V celém svém díle medituje nad podstatou lidské existence a identity, snaží se pochopit člověka v jeho zranitelnosti, samotě a pomíjejícnosti, v jeho metafyzických pochybách. 
Roku 2014 vyšel pod pseudonymem Chaim Cigan první díl jeho románové tetralogie na pomezí sci-fi a vážné literatury Kde lišky dávají dobrou noc, jíž se po mnoha letech vrátil k beletrii. Po prvním dílu Altschulova metoda následovaly Piano live (2015), Puzzle (2016) a Outsider (2017). Časopis A2 zařadil zařadil celou tetralogii do českého literárního kánonu po roce 1989, tedy do výběru nejdůležitějších českých knih v období třiceti let od sametové revoluce. Všechny díly tetralogie, stejně jako knížka pro dospělé děti Malý pan Talisman (2015) o židovském Supermanovi, vydalo nakladatelství Torst.   
Sidonovy věroučné práce vycházejí na pokračování v měsíčníku pražské židovské obce Obecní noviny a jeho příspěvky lze najít i v časopise Roš chodeš a v Židovské ročence (např. povídku Mimozemšťan). Z tohoto hlediska je nesporně nejdůležitější jeho český překlad Pěti knih Mojžíšových, který vydalo nakladatelství Sefer. Významná je i další překladatelská činnost. Přeložil Novou pražskou pesachovou Hagadu, sidur (dosud nevydaný překlad modlitební knihy) nebo machzor na vysoké svátky.   
V průběhu dvaceti let s ním napsal Karel Hvížďala tři knihy rozhovorů, které vyšly souborně roku 2014.   
V roce 2015 byl hostem 16. ročníku Měsíce autorského čtení.   

### Próza
- Sen o mém otci. 1968
- Sen o mně. 1970
- Boží osten. 1975, knižně 1991. První část románu vyšla v r. 1988 v nakladatelství Index pod názvem Dvě povídky o utopencích.
- Brány mrazu. 1977. Novela vydaná r. 1988 v nakladatelství Index pod názvem Dvě povídky o utopencích. V Akropolis roku 2013.
- Dvě povídky o utopencích. 1988. První část románu Boží osten a novela Brány mrazu.
- Evangelium podle Josefa Flavia. 1974, knižně až 1991.
- Kde lišky dávají dobrou noc I. Altschulova metoda. Torst 2014. Praha.
- Kde lišky dávají dobrou noc II. Piano live. Torst 2015. Praha.
- Malý pan Talisman. Torst. 2015. Praha.
- Kde lišky dávají dobrou noc III. Puzzle. Torst 2016. Praha.
- Kde lišky dávají dobrou noc IV. Outsider. Torst 2017. Praha.

### Drama
- Páté přikázání. Československý rozhlas, prem. 1966, režie: Vladimír Semrád
- Cyril. Československý rozhlas, prem. 1967, režie: Antonín Moskalyk
- Samotka. Československý rozhlas, prem. 1968, Režie: Antonín Moskalyk
- Dvojí zákon. Československý rozhlas, prem. 1969, režie: Jiří Horčička
- Paní Svět. Československý rozhlas, prem. 1970, režie: Jiří Horčička
- Latríny. Umělecké studio Rubín, neveřejná prem. 1973, režie: Karol Sidon
- Shapira. 1972. Premiéra až 1990. Divadlo E. F. Buriana, prem. 1990, režie: Luboš Pistorius
- Labyrint (cirkus podle Komenského). Západočeské divadlo Cheb, prem. 1991, režie: Pavel Pecháček
- Zpívej mi na cestu.
- Etuda o hodináři.
- Třináct oken. Československý rozhlas, prem. 1991, režie: Jiří Horčička
- Starý příběh.
- Ester. Židovská obec Praha, prem. 1980, režie: Karol Sidon
- Popurim. Rokoko- Spolek Kašpar, prem. 1993, režie: Petr Hruška
- Dramata. Akropolis. 2012. (celé Sidonovo dramatické dílo)

### Pro děti
- Pohádky ze čtyř šuplíčků. 1979. Publikoval pod jménem své manželky (Marcela Třebická)

### Další publikované dílo
- Návrat Abrahamův. Půdorys. 1997
- Pražská pesachová Hagada. Sefer. 2007. (překlad)
- Tři rozhovory. Galén. 2014
- Rav Jigal Ariel: Příběh knihy Ester. 2016 (překlad s J. Diveckým)
- Elie Munk: Svět modliteb. 2019. (překlad s L. Pavlátem)

### Film
Podle jeho scénářů natočil Juraj Jakubisko v roce 1969 filmy Zbehovia a pútnici (scénář k třetí povídce Poutníci), Vtáčkovia, siroty a blázni a Dovidenia v pekle, priatelia. Pro Československou televizi adaptoval díla Ivana Sergejeviče Turgeněva (Otcové a děti, 1971, r. Eva Sadková) a Nikolaje Gavriloviče Černyševského (Co dělat, 1972, r. Jiří Bělka). Televizní hra Adam a Gabriel (1972, režie Jaroslav Balík) byla uvedena v Itálii.
Scénář TV film:
- Otcové a děti. (1971) Adaptace slavného Turgeněvova románu
- Co dělat? (1972) Adaptace Černiševského
- Adam a Gabriel. (1972) Televizní hra podle vlastního námětu

### Zajímavosti
Spekulovalo se, zda napsal román Altschulova metoda vydaný pod pseudonymem Chaim Cigan. Později to v televizi sám také přiznal.
Gerta Vrbová (roz. Sidonová) je sestřenicí Karola Sidona (její tatínek Max Sidon byl bratrem Alexandra Sidona). V českém překladu vyšly její vzpomínky Komu věřit a koho oklamat, které popisují dramatické události mezi lety 1939 a 1945. Jejím manželem byl Rudolf Vrba, známý především tím, že byl jedním z pěti Židů, kterým se podařilo utéci z koncentračního tábora a předat informace Spojencům, napsal o tom v knize Utekl jsem z Osvětimi.
Bratr Julius Sidon byl zachráněn Wintonovým vlakem.
Pro černé divadlo Jiřího Srnce napsal Legendy staré matky Prahy.